# Oumar Kane
Pour les articles homonymes, voir Kane.
Ne doit pas être confondu avec Reug Reug.
Oumar Kane (1932-2008) était un professeur et un scientifique sénégalais.

## Biographie
Né en 1932 à Kanel, une localité du département de Matam proche du fleuve Sénégal, Oumar Kane était l'ancien doyen de la Faculté des Lettres et sciences humaines de l’Université Cheikh Anta Diop de Dakar.
Il était l'un des plus grands spécialistes de l'histoire du royaume sénégalais du Fouta-Toro, région historique de la vallée du fleuve Sénégal, et de l'histoire de l'islamisation de l'Afrique de l'ouest. Il est l'auteur de nombreux écrits dans ce domaine, en particulier de cet ouvrage de référence, La première hégémonie peule. Le Fuuta Tooro de Koli Tengella à Almaami Abdul, une version remaniée de sa thèse de doctorat, Le Fuuta Tooro à l'époque almamale. Il eut notamment comme étudiant le futur Pr Abdoulaye Bathily. Il donnait aussi des cours d’Histoire des civilisations à l’École des Bibliothécaires, archivistes et documentalistes (EBAD).
Oumar Kane était un Haal Pulaar et un observateur rigoureux de la société et de la culture sénégalaises. Il était également un très grand pratiquant de l'islam, et reçut par son père une éducation religieuse stricte. C'est également son père qui lui a transmis cette culture traditionnelle peule qu'il défendait.
En 2000, la communauté universitaire lui rendit hommage avec Mélanges d'archéologie, d'histoire et de littérature offerts au Doyen Oumar Kane.
Oumar Kane est décédé en mai 2008 aux États-Unis où il était soigné.

## Œuvres (sélection)
- Othman dan Fodio : fondateur de l'empire de Sokoto, 1976
- La première hégémonie peule. Le Fuuta Tooro de Koli Tengella à Almaami Abdul (avec une préface d'Amadou-Mahtar M'Bow), 2004